# Magnus (fumettista)
Magnus, pseudonimo di Roberto Raviola (Bologna, 31 maggio 1939 – Imola, 5 febbraio 1996), è stato un fumettista italiano.
È considerato, a buon titolo, uno dei più grandi artisti italiani nel campo del fumetto.

## Biografia
Nato a Bologna nel 1939, Roberto Raviola si diploma all'Accademia di Belle Arti nel 1961 in scenografia, continuando per altri due anni con il corso di decorazione. Durante gli anni universitari, oltre ad un'intensa attività di vignettista goliardico e militanza politica di sinistra, si appassiona ai fumetti e incomincia a disegnare alcune brevi storie. Prima di approdare seriamente al mondo del fumetto si dedica all'attività di insegnante di disegno, lavorando anche come grafico pubblicitario. Inizialmente firma le sue opere come "Bob la Volpe", poi prende definitivamente il nome di "Magnus", pseudonimo derivante dal motto goliardico "magnus pictor fecit", retaggio dei tempi dell'Accademia.

### Dai neri ad Alan Ford
Nel 1964 viene ingaggiato da Luciano Secchi (in arte Max Bunker), un giovane sceneggiatore che ha deciso di seguire il filone del noir aperto nel 1962 da Diabolik. Per conto della casa editrice milanese Editoriale Corno la coppia Magnus & Bunker partorisce Kriminal e Satanik, a cui faranno seguito Gesebel, Dennis Cobb - Agente SS018 e Maxmagnus.
Nel 1967, Magnus e Bunker creano un nuovo personaggio, Alan Ford, che esordirà nel maggio del 1969. Le tecniche di disegno di Magnus e l'uso del bianco e nero per ricreare particolari atmosfere gettano le basi per un nuovo genere di fumetti che mescola il nero al grottesco. Magnus disegnerà ininterrottamente la saga di Alan Ford fino al n. 75 del settembre 1975 (assegnando il compito di inchiostrare le tavole a Giovanni Romanini e a Paolo Chiarini dal n. 26), che segna il suo abbandono della Editoriale Corno e la rottura del sodalizio artistico con Max Bunker. Tornerà eccezionalmente a disegnare un numero di Alan Ford in occasione della pubblicazione del nº 200 della serie, nel 1986.

### Avventura ed erotismo
Raviola inizia a lavorare per la Edifumetto di Renzo Barbieri. Dedica questi anni alla ricerca di un nuovo stile, che sfocia nel genere erotico. Negli anni settanta pubblica Mezzanotte di morte, Dieci cavalieri e un mago, Quella sera al collegio femminile e Il teschio vivente. Nel 1975 inizia a lavorare alla serie avventurosa Lo Sconosciuto, considerata uno dei suoi migliori lavori. Nel 1977 viene pubblicata La compagnia della forca, una saga fantasy a sfondo medioevale, disegnata insieme a Giovanni Romanini.
Durante gli anni ottanta Magnus riprende il filone erotico con Necron, una delle sue creazioni più famose. Partendo dai testi di Ilaria Volpe, Magnus disegna dei personaggi grotteschi e paradossali, avvalendosi di uno stile che richiama la francese ligne claire, dal tratto pulito e definito, che abbandona i chiaroscuri del passato; il risultato è un fumetto porno-splatter a tratti comico.

### L'oriente e la fantascienza
Gli anni ottanta segnano anche la svolta filo-orientale di Magnus. A cominciare da Milady nel 3000, una serie di fantascienza che ruota intorno alle vicende dell'omonima protagonista e che mescola cultura cinese con ambientazioni alla Flash Gordon, erotismo e tecnologia. Delle tematiche simili erano già emerse a metà anni settanta con I briganti, una saga avventurosa ambientata in un medioevo fantascientifico e ispirata all'omonimo romanzo cinese del XIV secolo; pensata come una saga epica in sei atti (di cui solo quattro realizzati), dai tratti maggiormente realistici e lontana, per tematiche e approccio, dai personaggi grotteschi e caricaturali come Maxmagnus o Alan Ford, è un adattamento del romanzo, miscelata con un'ambientazione a tratti contemporanea e fantascientifica. Viene realizzata con molta cura, ma in modo assai frammentario, essendo Magnus impegnato anche in altri progetti. I primi 12 capitoli iniziano a essere pubblicati nel novembre 1978 (e poi raccolti in volume l'anno dopo) per la Edifumetto. Altri due volumi sono pubblicati nel 1987 (Atto III: Tutti gli uomini della legge) e nel 1988 (Atto IV: Governanti e rivali). La saga è rimasta un'opera incompiuta, infatti per la conclusione erano previsti altri due atti (La Missione Divina e La Battaglia dei Cento Reggimenti). 
È invece un altro romanzo cinese, Chin P'ing Mei (Fiori di prugno in un vaso d'oro), a guidare Magnus nella realizzazione de Le 110 pillole, edito nel 1985. Si tratta di un'opera fortemente erotica che racconta la spirale di sesso e poi di morte in cui si trova imprigionato il ricco farmacista Hsi-Men Ching. Nel frattempo lo stile di Magnus diventa sempre più sofisticato e minuzioso nei dettagli.
Tra il 1987 e il 1991 Magnus pubblica Le Femmine Incantate, sette brevi storie sul tema della femminilità, ispirate anche questa volta da un volume di novelle cinesi. L'impianto grafico è sempre più elaborato e richiede lunghi tempi di lavorazione.

### IlTexone
Nel 1989, Roberto Raviola inizia quello che viene considerato il suo testamento artistico e il suo lavoro più impegnativo nel mondo dei fumetti: la realizzazione di un albo speciale di Tex Willer (uno dei cosiddetti Texoni) per Sergio Bonelli Editore. Si ritirerà a Castel del Rio, nell'alta valle del Santerno, e vi lavorerà per sette anni. Il risultato, l'albo intitolato "La valle del terrore", sono 224 tavole disegnate in modo dettagliato, basandosi su cataloghi dell'epoca e dallo stile grafico appositamente adattato alle necessità dell'ambientazione western. L'autore, malato da tempo di tumore al pancreas, morirà pochi giorni dopo aver consegnato l'ultima tavola.
Parallelamente Magnus stava lavorando sul progetto dal titolo Il Conte Notte, che avrebbe dovuto impiegare elaborate tecniche di colorazione al computer, ma che non riuscì a portare a termine. Dell'opera restano solo poche pagine incomplete.

## Successi e critiche
Magnus è uno degli autori più sfaccettati nel panorama del fumetto italiano ed europeo. Le sue opere hanno toccato i più disparati generi, dal fantasy all'erotico e il suo stile si è lentamente evoluto da una produzione seriale necessariamente scarna ed essenziale (Kriminal, Satanik) al fumetto d'autore curato in ogni minimo particolare (Le Femmine Incantate, Tex).
I primi successi arrivano con i neri firmati Magnus & Bunker, che ricalcano in parte lo stile di Diabolik ma lo arricchiscono di elementi nuovi: una maggiore crudezza e realismo insieme alle prime ventate di liberazione sessuale.
Ancora più dirompente è il successo di Alan Ford, per la novità dell'opera e la sua forte carica umoristica; dopo qualche anno in sordina la serie ottiene successo nelle vendite e diventa quello che oggi si definirebbe un cult.
Volendosi affrancare dalle produzioni in serie, Magnus tenta il volo come autore e ottiene un buon successo di critica con Lo Sconosciuto. Le aree più conservatrici della critica faticano ad accettare la qualità di opere come Necron o Le 110 Pillole, considerandole pornografiche. Solo quando il fumetto erotico, grazie a personalità come Milo Manara e Franco Saudelli, sarà definitivamente legittimato come forma d'arte, anche Raviola verrà rivalutato.
Nel frattempo l'opera Le 110 Pillole ottiene un rilevante successo in Francia e viene pubblicata insieme a Necron in paesi come Germania, Paesi Bassi, USA e Spagna.
Con Le 110 Pillole, Magnus inizia ad inseguire una perfezione stilistica che si farà sempre più estrema e lo porterà ad allungare notevolmente i tempi di lavorazione di ogni successiva opera. Ne sono una riprova i sette anni necessari per terminare il celebrato Texone del 1996.

## Opere
- Il vendicatore (inedito) - 1958
- Il dottor Kastner (inedito) - 1961
- Kriminal - 1964
- Satanik - 1964
- Dennis Cobb - Agente SS018 - 1965 (primi 13 numeri, n. 23; n. 25)
- Gesebel - 1966 (primi 6 numeri)
- Maxmagnus - (1968-1970)
- Alan Ford - 1969-1975 (primi 75 numeri + n. 200)
- I Merli - 1970 (5 tavole pubblicate su Eureka n. 39 del 15 settembre 1970)
- Ego - 1971
- Mezzanotte di morte (collana Il Vampiro Presenta n. 14) - 1974
- Dieci cavalieri e un mago (collana Sexy Favole n. 33) - 1974
- Lo Sconosciuto - 1975-1976/1981-1982 (12 numeri)
- Quella sera al collegio femminile (collana Il Vampiro Presenta n. 3) - 1975
- La compagnia della forca - 1977
- I briganti - 1978-1988 (quattro volumi)
- Vendetta macumba (collana Fumetti dell'orrore n. 4) - 1979
- Il teschio vivente (collana Macabro n. 7) - 1980
- Milady nel 3000 - 1980
- Necron - 11 numeri (gennaio 1981 - novembre 1981) + 2 supplementi
- Il sogno dello scroscio di pioggia - 1984
- Le 110 pillole - 1985
- Le femmine incantate - 1987
- Sarti Antonio e il malato immaginario - 1988
- Il principe nel suo giardino - 1994
- Lunario 1995 - 1995
- Storie strane - La signora Ning - 1995
- La valle del terrore (collana Tex albo speciale n. 9) - 1996
- Il Conte Notte (incompiuto, inedito) - 1996

## Riconoscimenti
- Ogni anno a Castel del Rio si tiene il Magnus Day, una fiera del fumetto alla quale partecipano molti fumettisti.